# Confessions of a Teenage Drama Queen
Confessions of a Teenage Drama Queen er en amerikansk komediefilm fra 2004, som er baseret på en bog af Dyan Sheldon. Filmen blev produceret af Disney og instrueret af Sara Sugarman.

## Handling
Lola (Lindsay Lohan) – en forkælet og populær teenager – bliver tvunget til at flytte fra storbylivet i New York City til den lille forstad New Jersey, da faderen mister sit job.
På hendes nye skole befinder hun sig pludselig i en uvant situation – hun bliver nødt til at kæmpe for tronen som den mest populære pige, da den allerede er optaget af Carla (Megan Fox). Samtidig kommer Lolas yndlingsband til byen for at spille deres afskedskoncert – og her snupper Carla de sidste billetter lige for næsen på Lola. Nu gælder alle kneb, når Lola prøver at møde bandets hotte forsanger Stu Wolff (Adam Garcia).